# Carne con gli occhi
Carne con gli occhi è il quarto album della band Marta sui Tubi, pubblicato il 15 marzo 2011.

## Descrizione
L'album è anticipato dal singolo Al guinzaglio. L'etichetta discografica è la Tamburi Usati (fondata dalla stessa band), mentre la distribuzione è stata affidata alla Venus. Il disco segna l'ingresso in pianta stabile nel gruppo del violoncellista Mattia Boschi.

### Cromatica edition
Il 19 giugno 2012 è stata pubblicata la ristampa di Carne con gli occhi in versione deluxe chiamata Cromatica edition. Si tratta di un doppio CD contenente alcuni contenuti extra, ossia il brano Cromatica registrato con Lucio Dalla, il singolo Senza rete uscito nel 2010 solo su formato digitale, il brano Coda di lucertola già inserito nella compilation Materiali resistenti (2010) e altre 6 canzoni registrate live durante il tour. Inoltre il booklet è arricchito di contenuti fotografici. L'album è stato diffuso dall'etichetta della band Tamburi Usati, e distribuito da Venus.

## Tracce

### Carne con gli occhi (versione originale; CD1Cromatica edition)
1. Basilisco – 3:48
2. Cristiana – 3:15
3. Le cose più belle son quelle che durano poco – 2:11
4. Al guinzaglio – 2:36
5. Carne con gli occhi – 4:13
6. Camerieri – 1:37
7. Di vino – 3:15
8. La canzone del labirinto – 4:01
9. Muratury – 3:03
10. Coincidenze – 5:53
11. Il traditore – 2:43
12. Cromatica – 4:55

### CD2Cromatica edition
1. Cromatica (feat. Lucio Dalla) – 4:12
2. Senza rete – 3:03
3. Coda di lucertola – 3:03
4. La spesa (live) – 3:13
5. Camerieri (live) – 2:38
6. Perché non pesi niente (live) – 5:15
7. Muratury (live) – 3:05
8. L'unica cosa (live) – 2:30
9. Coincidenze (live) – 5:57

## Formazione
- Giovanni Gulino – voce
- Carmelo Pipitone – voce, chitarra
- Ivan Paolini – batteria
- Paolo Pischedda – tastiera
- Mattia Boschi – violoncello